# Nucleus salivatorius inferior

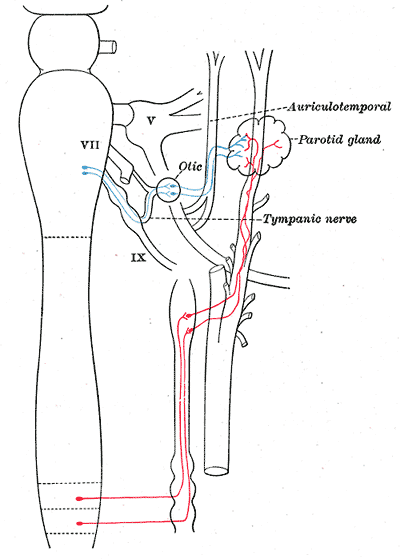
Dieses Schema zeigt den Verlauf der efferenten Fasern des Nucleus salivatorius inferior vom Hirnstamm über das Ganglion oticum bis in die Ohrspeicheldrüse (blau)

Der Nucleus salivatorius inferior ist ein paariger Hirnnervenkern des neunten Hirnnervs, des Nervus glossopharyngeus, im Hirnstamm. Er ist Allgemein-viszeromotorisch und versorgt parasympathisch die Ohrspeicheldrüse.

## Lage
Das Kerngebiet liegt im oberen Abschnitt der Medulla oblongata zwischen zwei anderen Kerngebieten des Hirnnervs. Lateral liegt der obere Teil des Speziell-viszerosensibelen und Allgemein-viszerosensibelen Nucleus tractus solitarii, ventral der obere Abschnitt des Speziell-viszeroefferenten Nucleus ambiguus.
Seine efferenten Fasern verlassen das Kerngebiet zwischen den beiden genannten Kerngebieten und treten mit den anderen Anteilen des Nervus glossopharyngeus in einem Sulcus hinter der Olive aus dem Hirnstamm aus. Eine Nachbarschaftsbeziehung besitzt der Kern ebenfalls zum Fasciculus longitudinalis dorsalis (auch Schütz-Bündel genannt), der ihm dorsal anliegt.

## Funktion
Im Nucleus salivatorius inferior liegen ausschließlich die ersten Neurone für die parasympathische Innervation der Ohrspeicheldrüse. Sie werden über den schon erwähnten Fasciculus longitudinalis dorsalis vom Hypothalamus gesteuert. Die den Kern verlassenen Fasern gelangen in das Ganglion oticum, wo sie auf ein zweites Neuron umgeschaltet werden, dessen Axone die Ohrspeicheldrüse erreichen.